# Chiesa di Santa Maria di Montemorello
La chiesa di Santa Maria di Montemorello è un edificio religioso di Recanati. La chiesa ha una certa notorietà per essere la parrocchia della famiglia Leopardi, dove andava a pregare anche il poeta Giacomo Leopardi, ed è assai vicina al palazzo.

## Storia
La chiesa esisteva già nel XIII secolo, ma venne quasi completamente ricostruita nel Cinquecento, in stile rinascimentale. Coloro che ne vollero la ricostruzione erano Pier Niccolò e Orazio Leopardi, che desideravano una cappella famigliare privata. Il 30 giugno del 1798 vi fu battezzato il piccolo Giacomo Leopardi. Negli anni della seconda metà del Novecento la chiesa venne restaurata, ed ancora oggi è parrocchia familiare della famiglia nobile.

## Descrizione

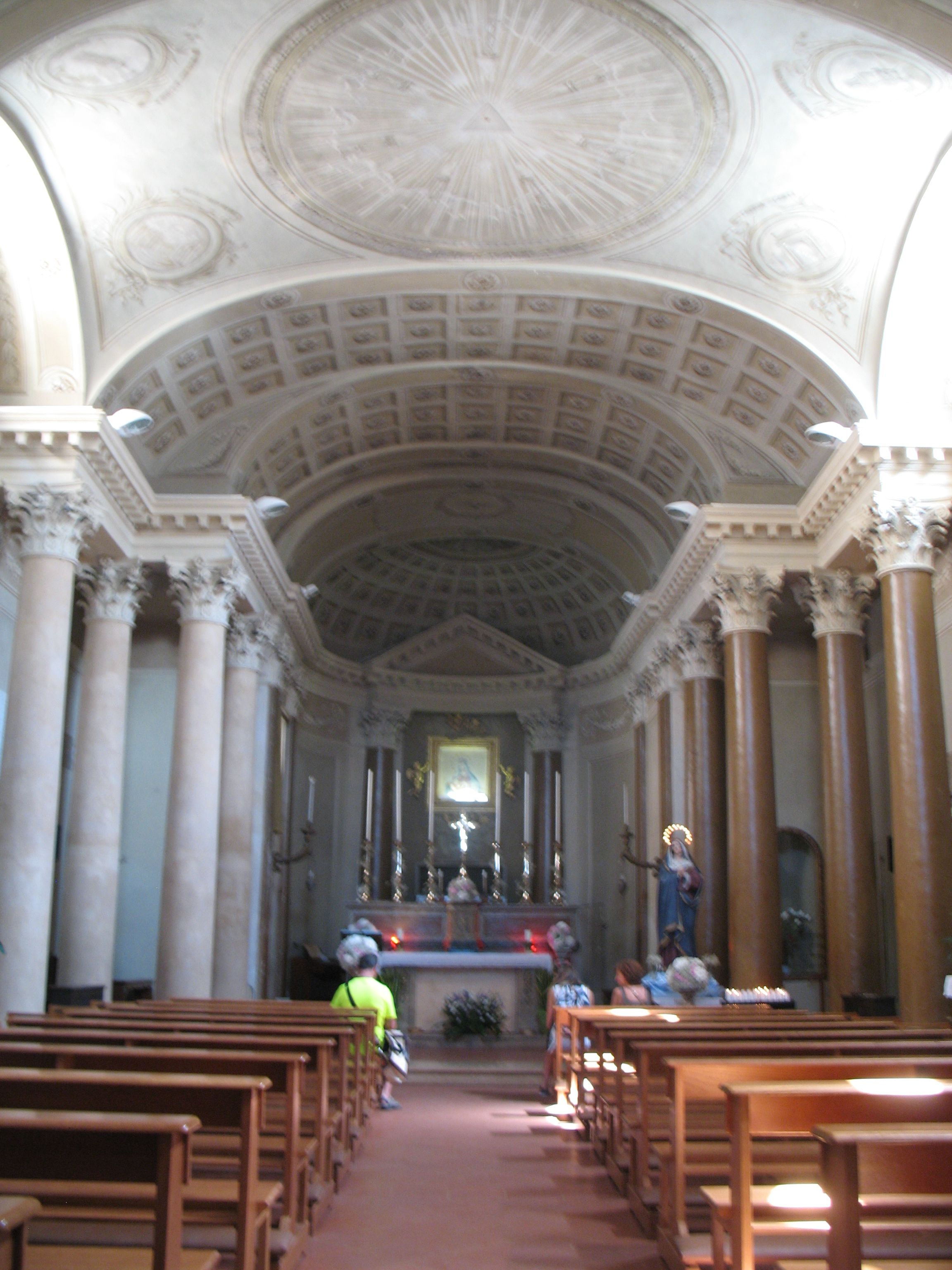
Interno

L'esterno ha una facciata a capanna assai semplice, mentre il campanile è adornato da un orologio scolpito nel muro, e da un tetto con cupoletta "a cipolla". Caratteristico inoltre è la sua forma che termina a tre lati, di cui uno crollato nei secoli passati, e lasciato in tal maniera. L'interno della chiesa è a navata unica, con due ordini laterali di colonne marmoree, uno bianco e l'altro rosso. Ciò che colpisce è un affresco dedicato a Maria Vergine.